# Henri Laurens

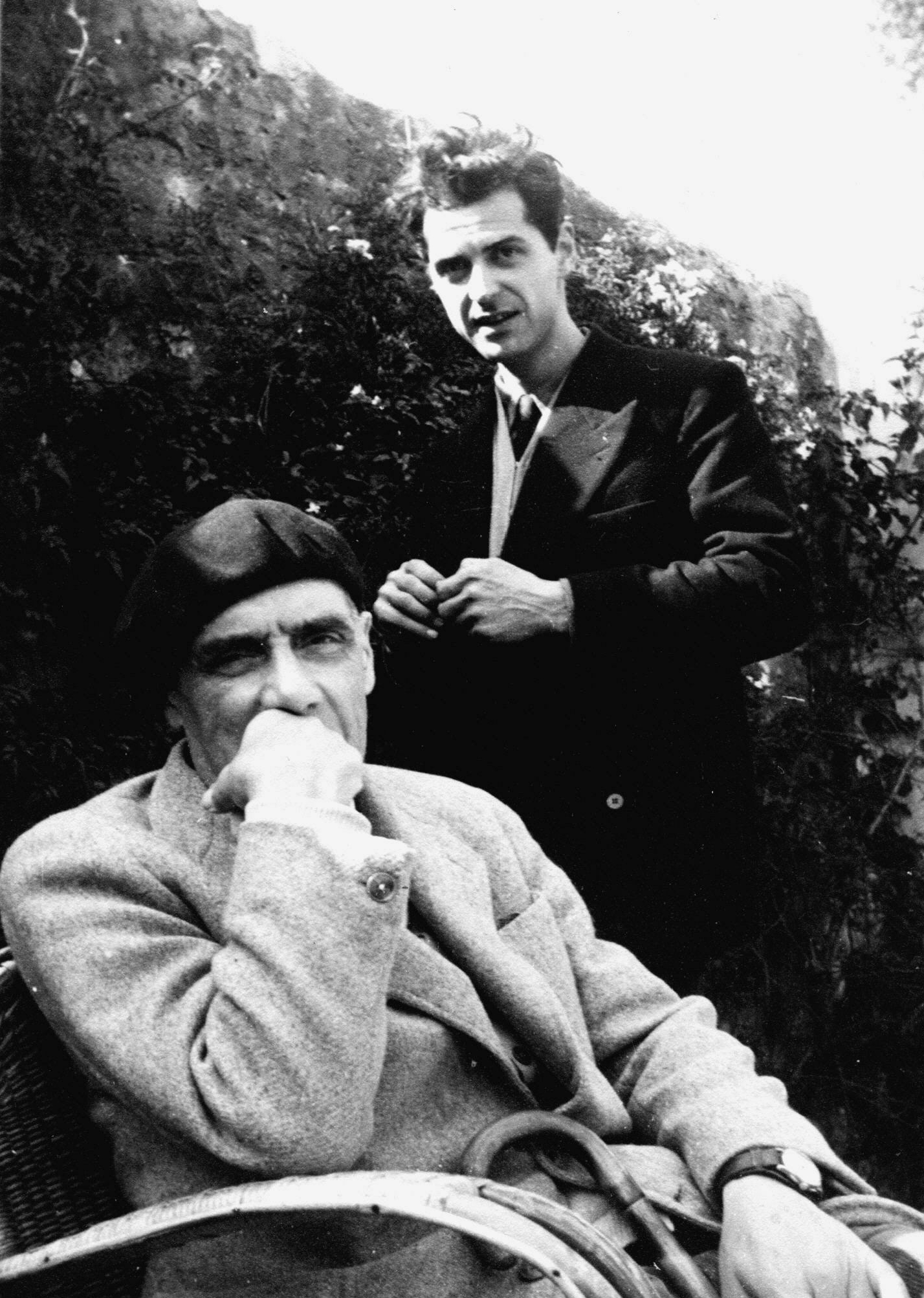
Henri Laurens (sittande) och Jean Vincent de Crozals, ca 1950.

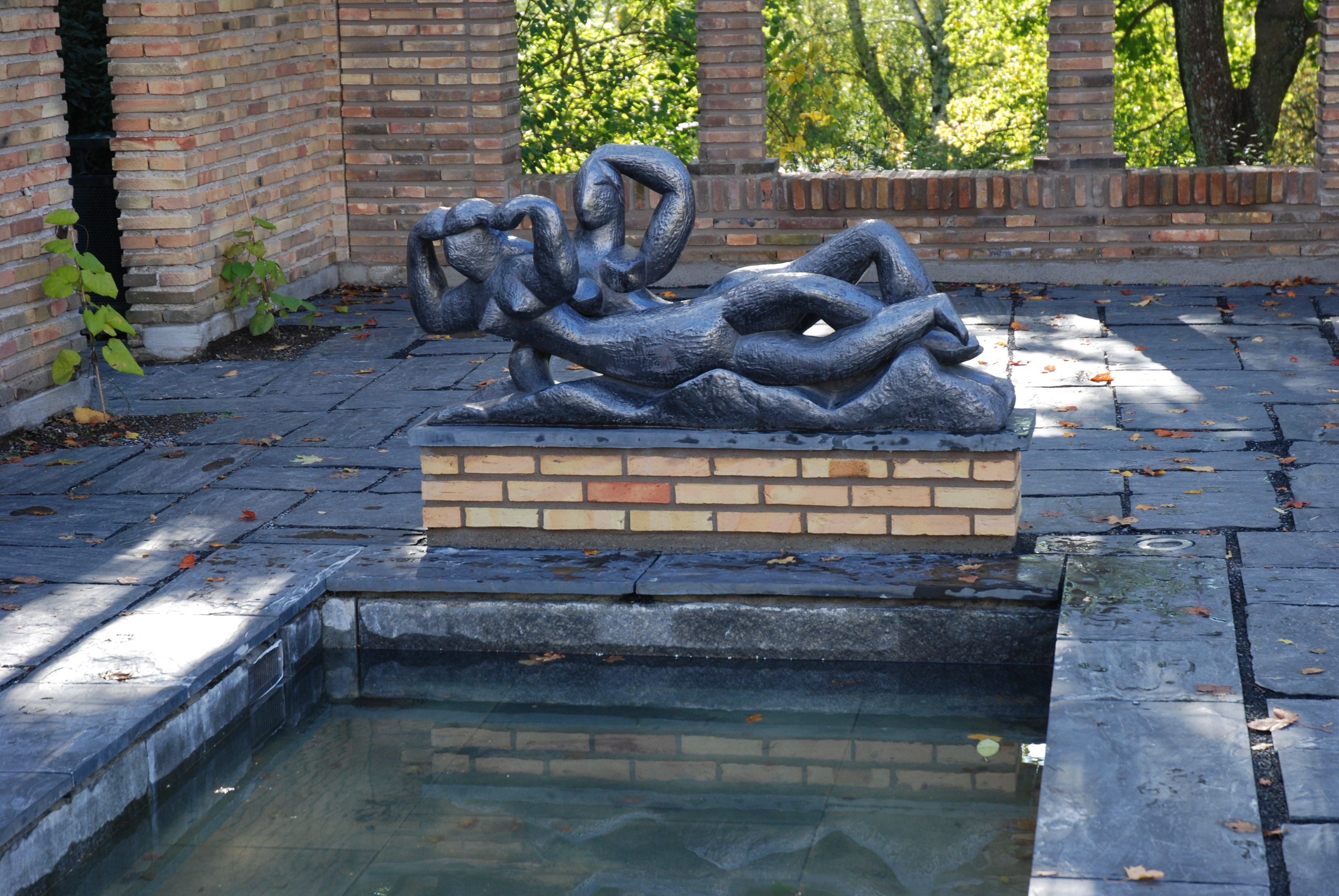
Undinerna (1934) i Marabouparken, Sundbyberg.

Henri Laurens, född 18 februari 1885 i Paris, Frankrike, död 5 maj 1954 i Paris, var en fransk skulptör och grafiker. 

## Biografi
Laurens var en av de ledande skulptörerna inom kubismen. Han kom tidigt i kontakt med Braque och Picasso och entusiasmerades av deras konst, vars ideal han förblev trogen i sin skulptur. Kvinnokroppen är det motiv som han ständigt har upprepat och varierat. Laurens är representerad vid bland annat Göteborgs konstmuseum.